# رفح (مصر)
رَفَح هي مدينة مصرية والعاصمة والقاعدة الإدارية لمركز رفح تقع في محافظة شمال سيناء على الحدود الشرقية مع قطاع غزة كما أن بها معبر رفح البري.
وهي تعدّ مدينة زراعية وأهم ما تنتجه الخوخ والزيتون والموالح والتفاح والبلح والعنب والخضراوات الورقية والفلفل وينتشر فيها بعض مناطق الرعي.
في أوائل 2015 أعلنت الحكومة المصرية نيتها هدم المدينة بأكملها بهدف توسيع المنطقة العازلة مع حدود قطاع غزة. تُشير مصادر أن القوات المسلحة المصرية بدأت بالفعل تجريف أجزاء من رفح في أواخر 2014.
في يونيو 2015 بدأت قوات حرس الحدود وسلاح المهندسين المصري حفر خندق في رفح على طول الحدود مع قطاع غزة على مسافة 2 كيلومتر وبعمق 20 مترًا وعرض 10 أمتار. في نوفمبر 2021 وقّعت مصر وإسرائيل اتفاقية تسمح لمصر بتعزيز وجودها العسكري في رفح.

## تاريخ

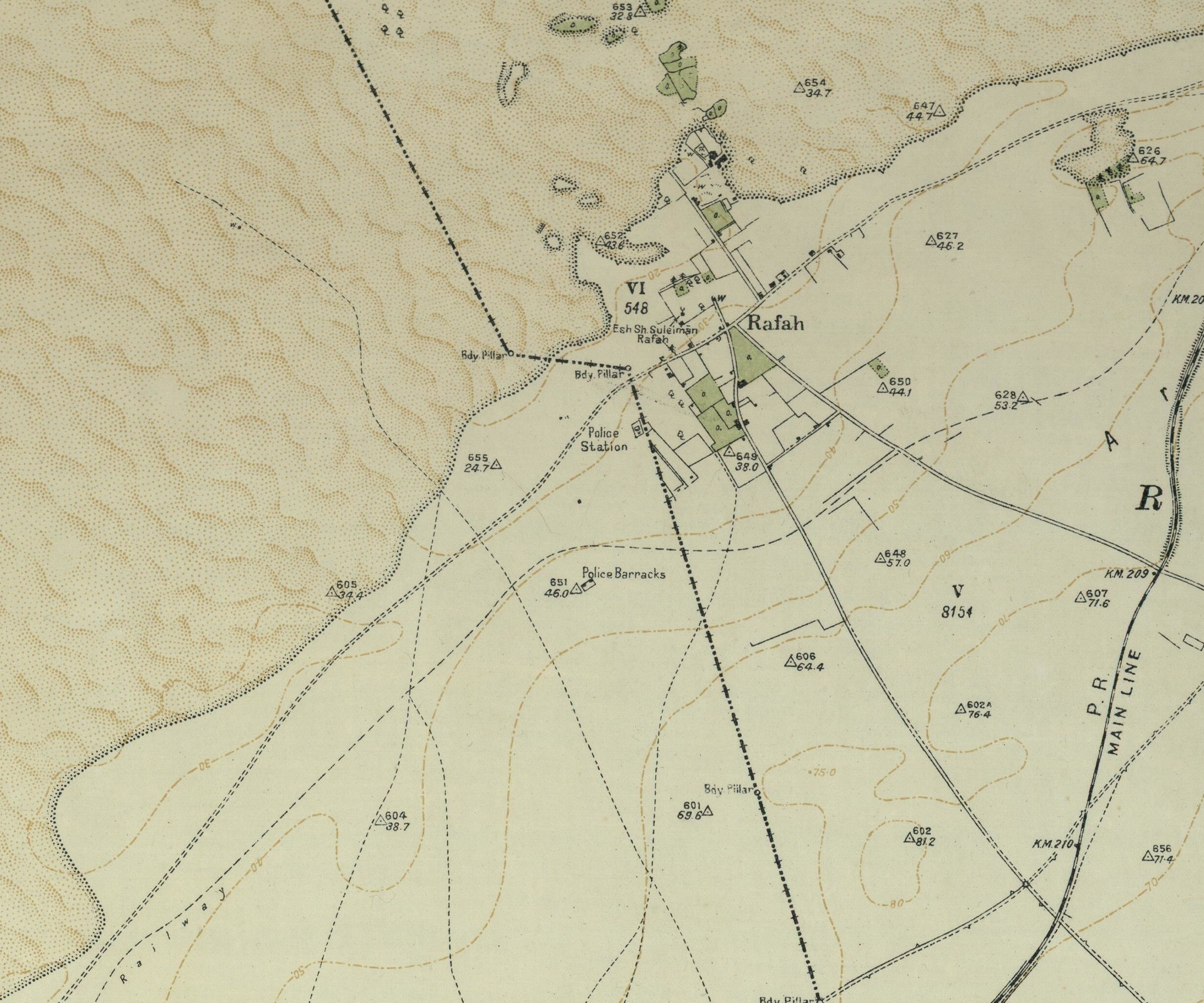
خريطة من هيئة مسح فلسطين عام 1931 تظهر بلدة رفح القريبة من غزة. تظهر الخريطة مركزًا شرطيًا وثكنة في الجانب المصري من الحدود

قُسمت رفح إلى جزء فلسطيني وجزء مصري بعد انسحاب إسرائيل من سيناء عام 1982 مما أدى إلى تقسيم العائلات وفصلها بحواجز من الأسلاك الشائكة. دمرت مصر وإسرائيل قلب المدينة لإنشاء منطقة عازلة كبيرة بين سيناء وغزة.
هاجم المتظاهرون والمعارضون في المدينة وقت ثورة 25 يناير ثلاثة ضباط شرطة وقتلوهم.
أعلنت الحكومة المصرية في أكتوبر 2014 عن خطة لإعادة توطين السكان وهدم المدينة كاملةً لتوسيع المنطقة العازلة بين مصر وقطاع غزة، وقد هدمت السلطات المصرية بين يوليو 2013 وأغسطس 2015 ما لا يقل عن 3255 مبنى سكني وتجاري وإداري ومجتمعي على طول الحدود مما أدى إلى إخلاء آلاف الأشخاص قسرًا.
أكملت الحكومة المصرية في يونيو 2015 حفر خندق عند معبر رفح بعمق 20 مترًا وعرض 10 أمتار وطوله 10 كم. يقع الخندق على مسافة كيلومترين من الشريط الحدودي مع قطاع غزة للاستطلاع والكشف عن وجود أنفاق تمتد داخل الأراضي المصرية غير التي دُمرت، وكان من المخطط توسيع الخندق مع أبراج مراقبة.
دمر الجيش المصري بحلول منتصف 2018 ما لا يقل عن 6850 مبنى في مدينة رفح، وقد أغلق ودمر 3500 هكتارًا من الأراضي الزراعية من أغسطس 2016 إلى أغسطس 2019، وارتفع إجمالي المباني المدمرة حتى عام 2021 إلى 7460 مبنى.
وقعت مصر وإسرائيل في نوفمبر 2021 اتفاقية تسمح لمصر بزيادة تواجدها العسكري في رفح.

## رفح الجديدة
هي تجمع سكاني جديد أنشأ بهدف نقل سكان رفح المصرية إليها لتستوعب جميع مواطنيها وتبعد عن شاطئ البحر الأبيض المتوسط حوالى 6700 متر وإلى الغرب من مدينة رفح القديمه التابعة لمحافظة شمال سيناء بمصر